# La Gloriosa (promoción de abogados del Estado)
La Gloriosa es el nombre con el que se conoce a la promoción de abogados del Estado de España de 1996. Se caracteriza porque una buena parte de sus integrantes ocupa altos cargos, tanto en la administración pública como en la empresa privada. Otro apelativo a veces utilizado es el de la promoción de los yuppies.
Esta promoción está compuesta por 35 personas, la mayoría de ellas nacidas a finales de los años sesenta, que aprobaron las oposiciones el 29 de febrero de 1996, cuatro días antes de que José María Aznar fuera elegido presidente del Gobierno por primera vez. La lista se publicó en el Boletín Oficial del Estado el 15 de marzo de 1996.
Con la llegada al gobierno de Mariano Rajoy, siete de ellos (una quinta parte de la promoción) ocuparon altos cargos en la administración (subsecretarías, direcciones generales, secretarías generales), más que ninguna otra promoción en la historia de la democracia. Algunos de ellos también tuvieron altos cargos en anteriores gobiernos autonómicos o centrales, mientras que otros disfrutan en la actualidad de posiciones muy relevantes en la empresa privada.
Mantienen lazos de amistad entre ellos y se reúnen cada primavera para conmemorar el aprobado de la oposición.

## Integrantes
Los abogados del Estado con cargos en la Administración Pública durante el gobierno de Mariano Rajoy son:
- Jaime Pérez Renovales (número 2 de la promoción), subsecretario de la Presidencia. Tuvo que abandonar su puesto como director de la asesoría jurídica del Grupo Santander para incorporarse al cargo.
- Miguel Temboury Redondo (núm. 7), subsecretario de Economía y Competitividad.
- Leopoldo González-Echenique (núm. 19), presidente de RTVE. Se encontraba en excedencia voluntaria como secretario general de NH Hoteles. Está casado con Mónica López-Monis, abogada del Estado de la misma promoción.
- Marta Silva de Lapuerta (núm. 26), Abogada General del Estado-Directora del Servicio Jurídico del Estado. Fue secretaria general del Real Madrid Club de Fútbol y de Sacyr Vallehermoso.
- David Villaverde (núm. 22), director general de Deportes en el Consejo Superior de Deportes.
- Luis Aguilera Ruiz (núm. 27), subsecretario del Ministerio del Interior.
- Lourdes Centeno (núm. 33), vicepresidenta de la Comisión Nacional del Mercado de Valores (2012-2016), socia de EY Abogados.

Otros abogados del Estado con puestos relevantes son:
- Alfonso Ramos de Molins (número 1 de la promoción), fue secretario general de la Comisión del Mercado de las Telecomunicaciones.
- Jordi de Juan Casadevall, Diputado por Gerona en el Congreso de los Diputados, durante la VII Legislatura de la Democracia, desempeñando además los cargos de Portavoz adjunto de Economía y Hacienda, Portavoz de Hacienda y Portavoz de Presupuestos en las Comisiones de Economía, Hacienda y Presupuestos. Posteriormente y en la empresa privada, ha sido Socio de Cuatrecasas, EY y actualmente de Crowe Spain donde es además Miembro del Consejo de Administración.
- Nicolás Oriol Enciso (núm. 4), director de los servicios jurídicos de Telefónica.
- Isaac Salama (núm. 6), jefe del Área Constitucional del Ministerio de Justicia.  Fue integrante del gabinete de Aznar durante su segunda legislatura.
- Mónica López-Monis (núm. 8), secretaria general del consejo de Banesto y, anteriormente, de Aldeasa. Está casada con Leopoldo González-Echenique, abogado del Estado de la misma promoción.
- Luis de la Vallina (núm. 14), fue viceconsejero del Sector Público en Asturias durante el gobierno de Francisco Álvarez Cascos.
- Marcos Mas Raucwerk (núm. 18), presidente de la comisión jurídica del Fútbol Club Barcelona.
- Iván Rosa (núm. 34), asesor jurídico de la división internacional de Telefónica (TISA). Es el marido de Soraya Sáenz de Santamaría, que fue vicepresidenta del Gobierno, que también es abogada del Estado pero de la promoción de 1999.

El resto de abogados del Estado de la promoción o bien ejercen como tales o se encuentran en excedencia voluntaria. De entre ellos, destaca Severo Bueno de Sitjar (núm. 5), responsable de la abogacía del Estado en Barcelona, que saltó a la prensa en mayo de 2012 porque el Tribunal Supremo falló en su favor por una demanda que interpuso al Tribunal Superior de Justicia de Cataluña para que su hija pudiera estudiar solo en castellano en un colegio concertado de Barcelona.